# Anne Wedell-Wedellsborg
Anne Benedicte Baronesse Wedell-Wedellsborg (* 31. Januar 1947 in Kopenhagen) ist eine dänische Sinologin.

## Leben
Anne Wedell-Wedellsborg, Tochter des Verwaltungsbeamten und Kammerherrn Vilhelm Wedell-Wedellsborg (1908–2000) und der Birte Engelke Schaffalitzky de Muckadell (1921–1977), war Professorin für chinesische Sprache, Literatur und Kultur an der Universität Aarhus und ist mit dem ebenfalls in Aarhus lehrenden Sinologen Clemens Stubbe Østergaard verheiratet. Seit 2007 ist die Trägerin des  Dannebrogordens.

## Schriften (Auswahl)
- mit Stig Thøgersen: Kina set med danske øjne: Rejseberetninger fra Riget i Midten. Østasiatisk Afdeling, Aarhus Universitet, 2003.
- mit Sidse Laugesen: Kineserne kommer!. Østasiatisk Afdeling, Aarhus Universitet, 2004.